# Ängemasten
Ängemasten är en 330 meter hög radio- och TV-mastMasten drivs och underhålls av statliga Teracom.
Masten är en av fyra lika höga master:
- Brattåsmasten i Östersund
- Klockarhöjdenmasten i Filipstads kommun
- Överkalixmasten i Överkalix